# Kurt Redel
Kurt Redel (Breslávia, Silésia, hoje Wrocław, Polônia, 8 de outubro de 1918; falecido em Munique, 12 de fevereiro de 2013) foi um flautista e maestro alemão.
E etc